# 雞皇

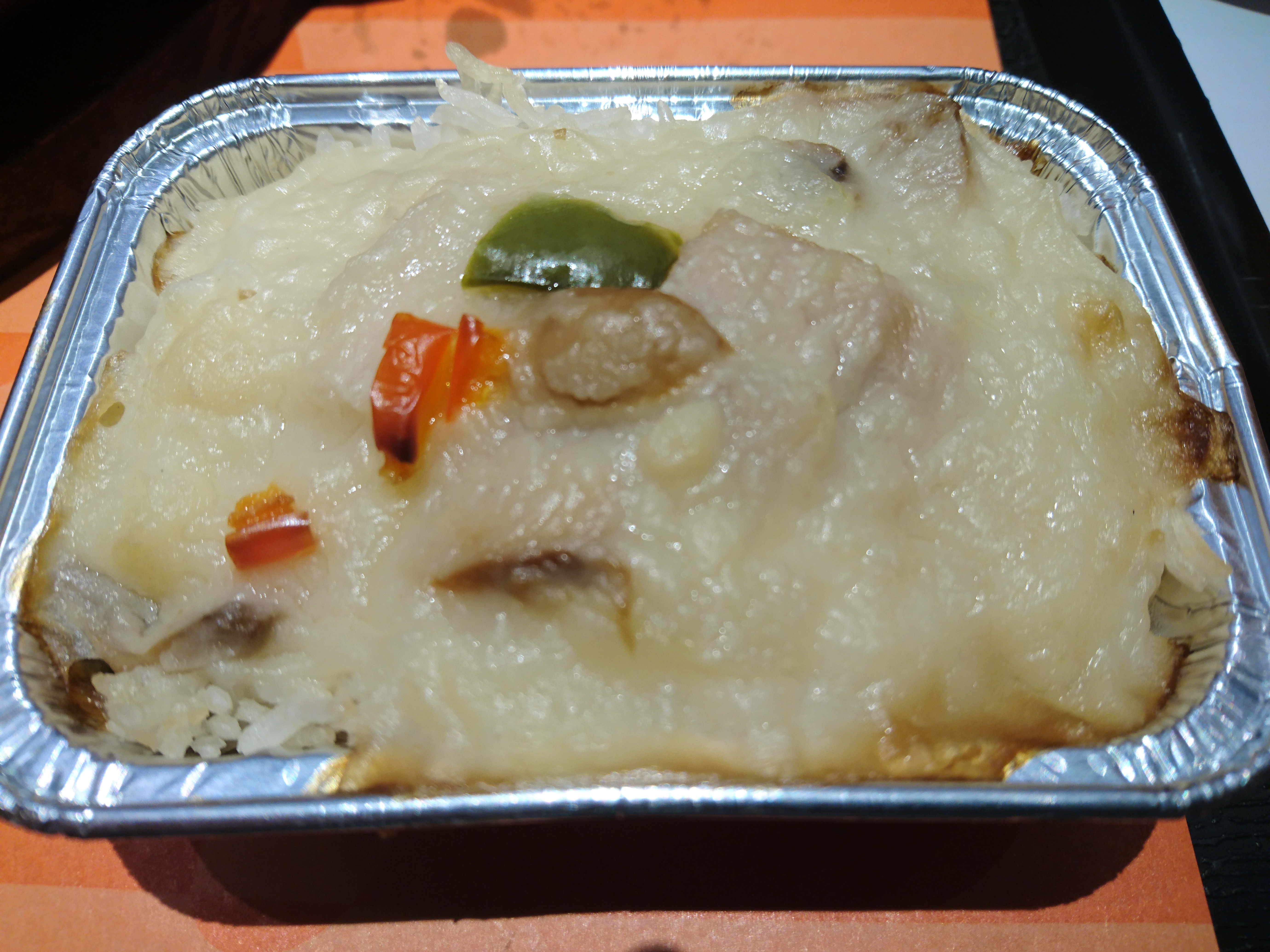
港式快餐店的焗雞皇飯

雞皇（法式英文：Chicken à la King）是一種西方醬汁，雖然以法語為名，但起源卻是在1880年代的英國或美國，《紐約時報》於1893年刊登雞皇的食譜，法國人也不認為雞皇是法國菜，只是以法語命名而已，雞皇因為速食文化而在20世紀後期普及。雞皇是將雞肉配以蘑菇、蔬菜和白汁，當地通常會佐以麵包及意式麵食，雞皇在香港常佐以白飯成為港式西餐的米飯食品並稱為「雞皇飯」，在港式快餐是常見的主菜，肯德基也在香港推出「白汁雞皇飯」。